# 縫製機械整備技能士
縫製機械整備技能士（ほうせいきかいせいびぎのうし）とは、国家資格である技能検定制度の一種で、都道府県知事（問題作成等は中央職業能力開発協会、試験の実施等は都道府県職業能力開発協会）が実施する、縫製機械整備に関する学科及び実技試験に合格した者をいう。
なお職業能力開発促進法により、縫製機械整備技能士資格を持っていないものが縫製機械整備技能士と称することは禁じられている。

## 級別
1級、2級の別がある。

## 実技作業試験内容（縫製機械整備作業）
- 1級：

```
- 工業用2本針本縫い針送り自動糸切りミシン
- 工業用3本針飾り偏平縫いミシン
- 家庭用プログラム式ジグザグ本縫いミシン
```

の3種類のうち、受検者が選択した1種類の中から、試験場で指定された機種について
```
- 分解
- 組立て
- 高精度を要する調整
- 試縫いを行う。
```

試験時間＝2時間
- 2級：

```
- 工業用高速直針オーバロックミシン
- 工業用単環縫いボタン付けミシン
- 工業用1本針本縫い総合送りミシン
- 家庭用スーパーオートジグザグミシン
```

の4種類のうち、受検者が選択した1種類の中から、試験場で指定された機種について
```
- 分解
- 組立て
- 調整
- 試縫いを行う。
```

試験時間＝2時間